# Jannali, New South Wales

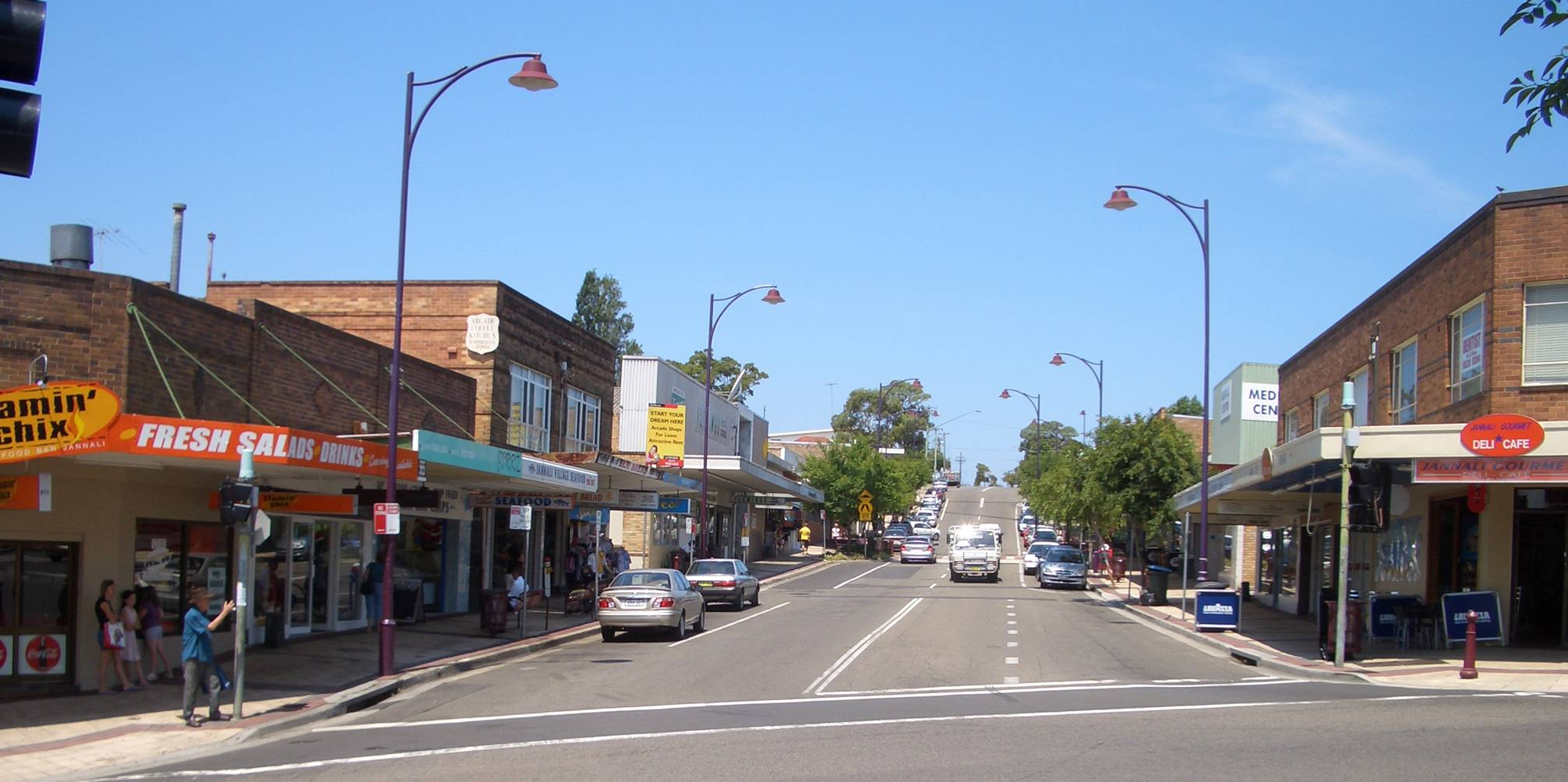
Box Road, Jannali view to east

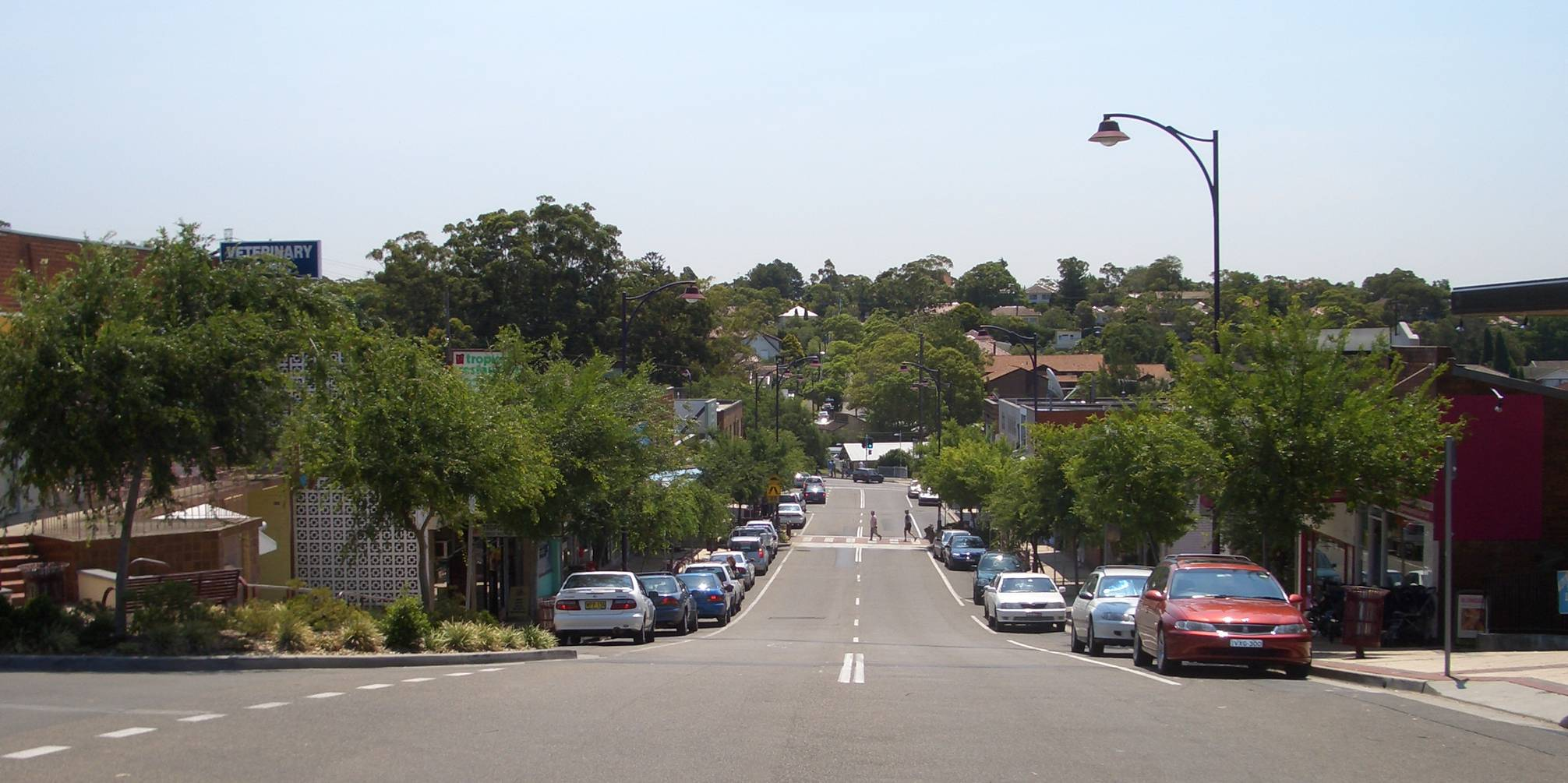
Box Road, Jannali view to west

Jannali este o suburbie în Sydney, Australia.